# Порт Велшпул
Порт Велшпул місто в Південний Гіпсленд регіоні Вікторія, Австралія. Він розташований за 191 км на південний схід від Мельбурна, на Корнер-Інлет і в 2006 році мав 191 населення.

## Джетті
Пристань була реконструйована перед Другою світовою війною, щоб полегшити причал військово-морських суден, і є третьою за довжиною дерев’яною пристанню, яка все ще стоїть в Австралії. Після війни він повернувся до комерційного використання, але пожежа на пірсі в червні 2003 року призвела до того, що Безпечна робота Вікторія видав повідомлення про закриття.З тих пір пристань була реконструйована в 2019–2020 роках і тепер відкрита для туризму разом із планом першої підводної обсерваторії Вікторії.

## зовнішні посилання
- Південний Гіпсленд Веб-сайт ради графства
- Веб-сайт Порти Гіпсленда